# Goran Sablić
Goran Sablić (Sinj, 4. kolovoza 1979.) hrvatski je nogometni trener i bivši nogometaš. Trenutačno je trener Veleža. Kao igrač igrao je na poziciji braniča.
Karijeru je započeo u Hajduku u kojem je uspjeđno igrao do 2003. godine, da bi onda prešao u kijevski Dinamo. Vrijednost mu se procjenjujena 2,5 milijuna eura, a ugovorom je vezan za klub do 2011. godine. Nakon mnogobrojnih problema s ozljedama i teškoća pri povratku u formu, kijevski Dinamo i Hajduk nakon dugotrojnih su pregovora dogovorili Goranovu posudbu na godinu dana. Većinu te posuđene sezone biva ozlijeđen, a i ono malo što je igrao uglavnom nije bilo na očekivanoj razini, te se na ljeto vraća u Kijev. 
Igra na poziciji braniča, no tadašnji izbornik Slaven Bilić ga je u prijateljskom susretu protiv svjetskih prvaka Italije u Livornu koristio na poziciji desnog beka. Za reprezentaciju Vatrenih skupio je tek pet nastupa. U Bilićevim vizijama je do ozljede bio jedan od ključnih igrača, da bi potom ispao iz kombinacija. 
Nakon ligaškog poraza u prvom kolu RNK Splita u 2016./17. sezoni protiv Rijeke, Sablić je podnio ostavku na mjestu trenera splitskog kluba.
U siječnju 2017. postao je trener Širokog Brijega.